# ساله (کوکا)

ساله شهری در شهرستان کوکا در استان بانوا در بورکینافاسوی غربی است و جمعیت آن ۲,۹۳۰ نفر است.